# Associazione Calcio Brescia 1966-1967
Questa voce raccoglie le informazioni riguardanti l'Associazione Calcio Brescia nelle competizioni ufficiali della stagione 1966-1967.

## Stagione
All'inizio della stagione 1966-1967 il Brescia ha rinunciato al suo miglior giocatore: Gigi De Paoli, ceduto alla Juventus.
Anche Ottavio Bianchi lascia Brescia per accasarsi al Napoli. A sostituire De Paoli arriva dal Palermo Gaetano Troja. Dalla Roma arriva il nuovo portiere Fabio Cudicini e dalla Juventus arriva l'interno Bruno Mazzia.
Tra giugno e luglio del 1966 il Brescia disputa la Coppa Piano Karl Rappan arrivando secondo nel proprio girone eliminatorio, mancando la qualificazione alla fase finale.
Ci sono volute ben dieci giornate per ottenere la prima vittoria in campionato: 3-2 al Venezia, decisiva una doppietta di Troja che segna le prime reti con le Rondinelle. Subito dopo questo successo, la squadra continua a risalire la classifica: arrivano il successo sul Napoli al Rigamonti e, dopo la sconfitta di Bologna, le vittorie con Lecco, dove D'Alessi con una doppietta segna la quinta rete in 5 partite, Lazio e Foggia, decisiva la rete di Troja all'89', tanto che il Brescia è ottavo in classifica con 16 punti in 15 giornate dopo 5 vittorie nelle ultime 6 gare. Le Rondinelle chiuderanno il girone d'andata all'undicesimo posto in classifica sempre con 16 punti.
Il girone di ritorno si apre con un rocambolesco 3-3 con la Roma dove gli uomini di Renato Gei erano sul 3-0 all'8' minuto, sarà un girone di ritorno complicato nonostante il pareggio raggiunto con la Juventus e la vittoria ai danni del Milan; le Rondinelle alla vigilia dell'ultima giornata si trovano al dodicesimo posto con 28 punti, con 1 punto sulla Lazio in zona retrocessione.
Nell'ultima giornata del torneo, fondamentale per i ragazzi di Renato Gei per ottenere la salvezza, fu la sconfitta della Lazio per 2-1 nella partita contro la Juventus, che rese nulla la sconfitta bresciana contro il Cagliari in casa (1-2 il risultato finale).
In questa stagione le rondinelle hanno subito una delle più pesanti sconfitte: ha perso infatti per 7-1 contro la Fiorentina al Comunale di Firenze.
Gaetano Troja risulta il miglior marcatore delle Rondinelle con 1 gol nella Coppa dell'Amicizia e 8 in Serie A (4 per girone), con un totale di 9 reti stagionali.
In Coppa Italia, il Brescia venne eliminato al primo turno ad opera del Verona. A giugno, appena terminato il campionato, vinse la Coppa dell'Amicizia italo-svizzera.

## Divise
Le maglie utilizzate nella stagione furono quelle con disegno "classico", con la scelta di utilizzare il rosso per seconda e terza maglia (caratteristica delle maglie bresciane negli anni sessanta: la prima fu quella blu Savoia con V bianca, la seconda bianca con V rossa e la terza con colori invertiti rispetto a quest'ultima.
| Casa | Trasferta | Terza maglia |

## Rosa
| N. |                   | Ruolo | Calciatore        |
| -- | ----------------- | ----- | ----------------- |
|    | Italia (bandiera) | P     | Luigi Brotto      |
|    | Italia (bandiera) | P     | Fabio Cudicini    |
|    | Italia (bandiera) | P     | Danilo Facchetti  |
|    | Italia (bandiera) | D     | Alberto Fumagalli |
|    | Italia (bandiera) | D     | Eugenio Rizzolini |
|    | Italia (bandiera) | D     | Giancarlo Vasini  |
|    | Italia (bandiera) | D     | Enzo Robotti      |
|    | Italia (bandiera) | D     | Giovanni Botti    |
|    | Italia (bandiera) | D     | Fernando Mangili  |
|    | Italia (bandiera) | D     | Domenico Casati   |

| N. |                           | Ruolo | Calciatore         |
| -- | ------------------------- | ----- | ------------------ |
|    | Italia (bandiera)         | C     | Dino D'Alessi      |
|    | Italia (bandiera)         | C     | Bruno Mazzia       |
|    | Germania Ovest (bandiera) | C     | Albert Brülls      |
|    | Italia (bandiera)         | C     | Franco Cordova     |
|    | Italia (bandiera)         | A     | Egidio Salvi       |
|    | Italia (bandiera)         | A     | Abbondanzio Pagani |
|    | Italia (bandiera)         | A     | Gaetano Troja      |
|    | Italia (bandiera)         | A     | Franco Vanzini     |
|    | Italia (bandiera)         | A     | Walter Frisoni     |

## Risultati

### Serie A

#### Girone di andata
| Arbitro: | Bigi (Padova) |

|               |           |  |
| Tamborini 75’ | Marcatori |  |

| Brescia 25 settembre 1966 2ª giornata | Brescia           | 0 – 0 | Fiorentina | Stadio Mario Rigamonti\| Arbitro: \| Angonese (Mestre) \| |
| Arbitro:                              | Angonese (Mestre) |       |            |                                                           |

| Arbitro: | Marchiori (Padova) |

|                   |           |            |
| Massei 81’ (rig.) | Marcatori | 35’ Mazzia |

| Torino 9 ottobre 1966 4ª giornata | Juventus          | 0 – 0 | Brescia | Stadio Comunale\| Arbitro: \| Toselli (Cormons) \| |
| Arbitro:                          | Toselli (Cormons) |       |         |                                                    |

| Brescia 16 ottobre 1966 5ª giornata | Brescia        | 0 – 0 | Lanerossi Vicenza | Stadio Mario Rigamonti\| Arbitro: \| Vitullo (Roma) \| |
| Arbitro:                            | Vitullo (Roma) |       |                   |                                                        |

| Arbitro: | Francescon (Padova) |

|                |           |  |
| Domenghini 20’ | Marcatori |  |

| Arbitro: | Picasso (Chiavari) |

|            |           |           |
| Mazzia 56’ | Marcatori | 66’ Volpi |

| Brescia 13 novembre 1966 8ª giornata | Brescia        | 0 – 0 | Milan | Stadio Mario Rigamonti\| Arbitro: \| Monti (Ancona) \| |
| Arbitro:                             | Monti (Ancona) |       |       |                                                        |

| Arbitro: | Varazzani (Parma) |

|                  |           |              |
| Savoldi 44’, 56’ | Marcatori | 81’ D'Alessi |

| Arbitro: | Acernese (Roma) |

|                             |           |                  |
| D'Alessi 33’ Troja 43’, 83’ | Marcatori | 38’, 88’ Benítez |

| Arbitro: | Di Tonno (Lecce) |

|             |           |  |
| D'Alessi 7’ | Marcatori |  |

| Arbitro: | Bigi (Padova) |

|                             |           |  |
| Turra 55’ Haller 58’ (rig.) | Marcatori |  |

| Arbitro: | Genel (Trieste) |

|                   |           |  |
| D'Alessi 25’, 33’ | Marcatori |  |

| Arbitro: | Varazzani (Parma) |

|            |           |  |
| Mazzia 58’ | Marcatori |  |

| Arbitro: | Bernardis (Trieste) |

|  |           |           |
|  | Marcatori | 89’ Troja |

| Arbitro: | Vitullo (Roma) |

|  |           |            |
|  | Marcatori | 86’ Combin |

| Arbitro: | Angonese (Mestre) |

|               |           |  |
| Riva 54’, 68’ | Marcatori |  |

#### Girone di ritorno
| Arbitro: | Varazzani (Parma) |

|                               |           |                            |
| Troja 3’ Salvi 6’ D'Alessi 8’ | Marcatori | 22’ Barison 24’, 89’ Peiró |

| Arbitro: | Marengo (Chiavari) |

|                                                               |           |                   |
| Brugnera 25’, 45’ Hamrin 59’, 86’, 90’ Pirovano 67’ Cosma 77’ | Marcatori | 72’ (rig.) Mazzia |

| Brescia 12 febbraio 1967 20ª giornata | Brescia               | 0 – 0 | SPAL | Stadio Mario Rigamonti\| Arbitro: \| De Marchi (Pordenone) \| |
| Arbitro:                              | De Marchi (Pordenone) |       |      |                                                               |

| Arbitro: | Lo Bello (Siracusa) |

|           |           |            |
| Troja 78’ | Marcatori | 34’ Zigoni |

| Arbitro: | Gonella (Asti) |

|             |           |           |
| Demarco 45’ | Marcatori | 85’ Troja |

| Arbitro: | Pieroni (Roma) |

|  |           |                                 |
|  | Marcatori | 48’ Domenghini 67’, 82’ Mazzola |

| Mantova 12 marzo 1967 24ª giornata | Mantova           | 0 – 0 | Brescia | Stadio Danilo Martelli\| Arbitro: \| Toselli (Cormons) \| |
| Arbitro:                           | Toselli (Cormons) |       |         |                                                           |

| Arbitro: | De Robbio (Salerno) |

|  |           |           |
|  | Marcatori | 55’ Salvi |

| Brescia 2 aprile 1967 26ª giornata | Brescia             | 0 – 0 | Atalanta | Stadio Mario Rigamonti\| Arbitro: \| Bernardis (Trieste) \| |
| Arbitro:                           | Bernardis (Trieste) |       |          |                                                             |

| Arbitro: | Acernese (Roma) |

|                                        |           |  |
| Benítez 13’ (rig.) Manfredini 16’, 69’ | Marcatori |  |

| Arbitro: | Picasso (Chiavari) |

|             |           |           |
| Bianchi 62’ | Marcatori | 38’ Troja |

| Arbitro: | Genel (Trieste) |

|  |           |                       |
|  | Marcatori | 55’ Turra 71’ Vastola |

| Arbitro: | Bernardis (Trieste) |

|             |           |  |
| Ferrari 56’ | Marcatori |  |

| Arbitro: | De Marchi (Pordenone) |

|  |           |                      |
|  | Marcatori | 15’ Troja 80’ Mazzia |

| Brescia 14 maggio 1967 32ª giornata | Brescia             | 0 – 0 | Foggia & Incedit | Stadio Mario Rigamonti\| Arbitro: \| Bernardis (Trieste) \| |
| Arbitro:                            | Bernardis (Trieste) |       |                  |                                                             |

| Arbitro: | De Robbio (Salerno) |

|                      |           |  |
| Combin 20’, 51’, 80’ | Marcatori |  |

| Arbitro: | Di Tonno (Lecce) |

|                   |           |                         |
| Mazzia 75’ (rig.) | Marcatori | 8’ Rizzo 59’ Boninsegna |

### Coppa Italia

#### Primo turno
| Arbitro: | Picasso (Chiavari) |

|                   |           |  |
| Vasini 68’ (aut.) | Marcatori |  |

### Coppa dell'Amicizia italo-svizzera
| Arbitro: | Strassle |

|  |           |             |
|  | Marcatori | 87’ Frisoni |

| Arbitro: | Grassi |

|            |           |                      |
| Sutter 28’ | Marcatori | 58’ Pagani 68’ Troja |

| Arbitro: | Despland |

|  |           |                                      |
|  | Marcatori | 16’ 27’ Salvi 65’ Maestri 87’ Mazzia |

### Coppa Piano Karl Rappan
| Brescia 1º giugno 1966 1ª giornata | Brescia | 3 – 1 | Bienne | Stadio Mario Rigamonti |

| Brescia 5 giugno 1966 2ª giornata | Brescia | 1 – 0 | RFC Liégeois | Stadio Mario Rigamonti |

| L'Aia 12 giugno 1966 3ª giornata | ADO Den Haag | 2 – 0 | Brescia | Zuiderpark Stadion |

| Brescia 19 giugno 1966 4ª giornata | Brescia | 1 – 1 | ADO Den Haag | Stadio Mario Rigamonti |

| Liegi 26 giugno 1966 5ª giornata | RFC Liégeois | 1 – 0 | Brescia | Stade du Pairay |

| Bienne 2 luglio 1966 6ª giornata | Bienne | 0 – 4 | Brescia | Stadion Gurzelen |

## Statistiche

### Statistiche di squadra
| Competizione            | Punti | In casa | In casa | In casa | In casa | In casa | In casa | In trasferta | In trasferta | In trasferta | In trasferta | In trasferta | In trasferta | Totale | Totale | Totale | Totale | Totale | Totale | DR  |
| Competizione            | Punti | G       | V       | N       | P       | Gf      | Gs      | G            | V            | N            | P            | Gf           | Gs           | G      | V      | N      | P      | Gf     | Gs     | DR  |
| ----------------------- | ----- | ------- | ------- | ------- | ------- | ------- | ------- | ------------ | ------------ | ------------ | ------------ | ------------ | ------------ | ------ | ------ | ------ | ------ | ------ | ------ | --- |
| Serie A                 | 28    | 17      | 4       | 9       | 4       | 13      | 15      | 17           | 3            | 5            | 9            | 9            | 25           | 34     | 7      | 14     | 13     | 22     | 40     | -18 |
| Coppa Italia            | -     | -       | -       | -       | -       | -       | -       | 1            | 0            | 0            | 1            | 0            | 1            | 1      | 0      | 0      | 1      | 0      | 1      | -1  |
| Coppa dell'Amicizia     | 6     | -       | -       | -       | -       | -       | -       | 3            | 3            | 0            | 0            | 7            | 1            | 3      | 3      | 0      | 0      | 7      | 1      | +6  |
| Coppa Piano Karl Rappan | 7     | 3       | 2       | 1       | 0       | 5       | 2       | 3            | 1            | 0            | 2            | 4            | 3            | 6      | 3      | 1      | 2      | 9      | 5      | +3  |
| Totale                  | -     | 20      | 6       | 10      | 4       | 18      | 17      | 24           | 7            | 5            | 12           | 20           | 30           | 40     | 13     | 15     | 16     | 38     | 47     | -9  |

### Statistiche dei giocatori
| Giocatore    | Serie A  | Serie A | Coppa Italia | Coppa Italia | Totale   | Totale |
| Giocatore    | Presenze | Reti    | Presenze     | Reti         | Presenze | Reti   |
| ------------ | -------- | ------- | ------------ | ------------ | -------- | ------ |
| G. Botti     | 0        | 0       | 0            | 0            | 0        | 0      |
| L. Brotto    | 19       | -21     | 0            | 0            | 19       | -21    |
| A. Brülls    | 23       | 0       | 1            | 0            | 24       | 0      |
| D. Casati    | 31       | 0       | 1            | 0            | 32       | 0      |
| F. Cordova   | 25       | 0       | 0            | 0            | 25       | 0      |
| F. Cudicini  | 18       | -19     | 1            | -1           | 19       | -20    |
| D. D'Alessi  | 24       | 6       | 1            | 0            | 25       | 6      |
| D. Facchetti | 0        | 0       | 0            | 0            | 0        | 0      |
| W. Frisoni   | 2        | 0       | 0            | 0            | 2        | 0      |
| A. Fumagalli | 27       | 0       | 1            | 0            | 28       | 0      |
| F. Mangili   | 24       | 0       | 1            | 0            | 25       | 0      |
| B. Mazzia    | 32       | 6       | 1            | 0            | 33       | 6      |
| A. Pagani    | 6        | 0       | 0            | 0            | 6        | 0      |
| E. Rizzolini | 31       | 0       | 1            | 0            | 32       | 0      |
| E. Robotti   | 19       | 0       | 0            | 0            | 19       | 0      |
| E. Salvi     | 32       | 2       | 1            | 0            | 33       | 2      |
| G. Troja     | 32       | 8       | 1            | 0            | 33       | 8      |
| F. Vanzini   | 3        | 0       | 1            | 0            | 4        | 0      |
| G. Vasini    | 29       | 0       | 1            | 0            | 30       | 0      |